# Alleshausen

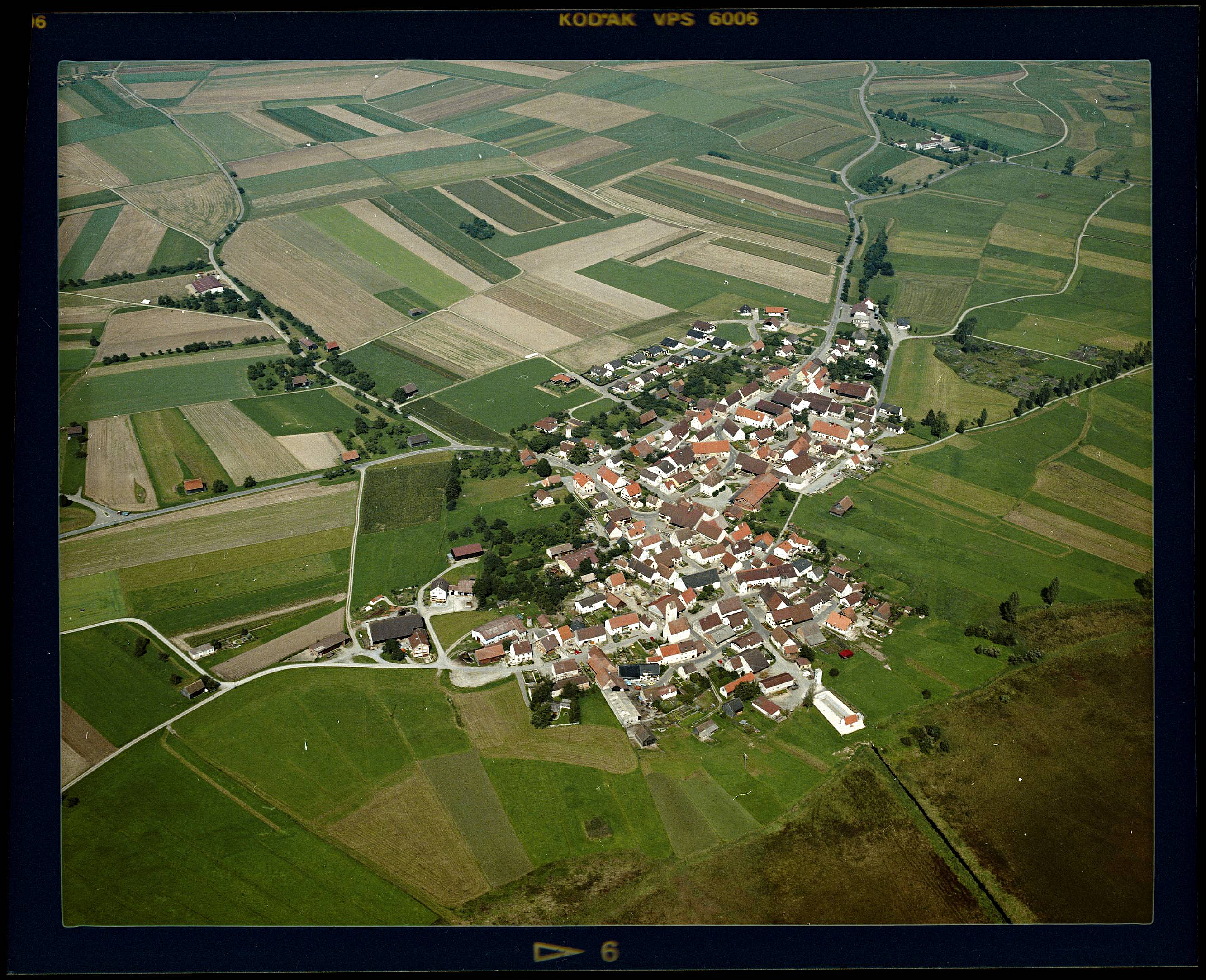
Luftbild von Alleshausen, 1983

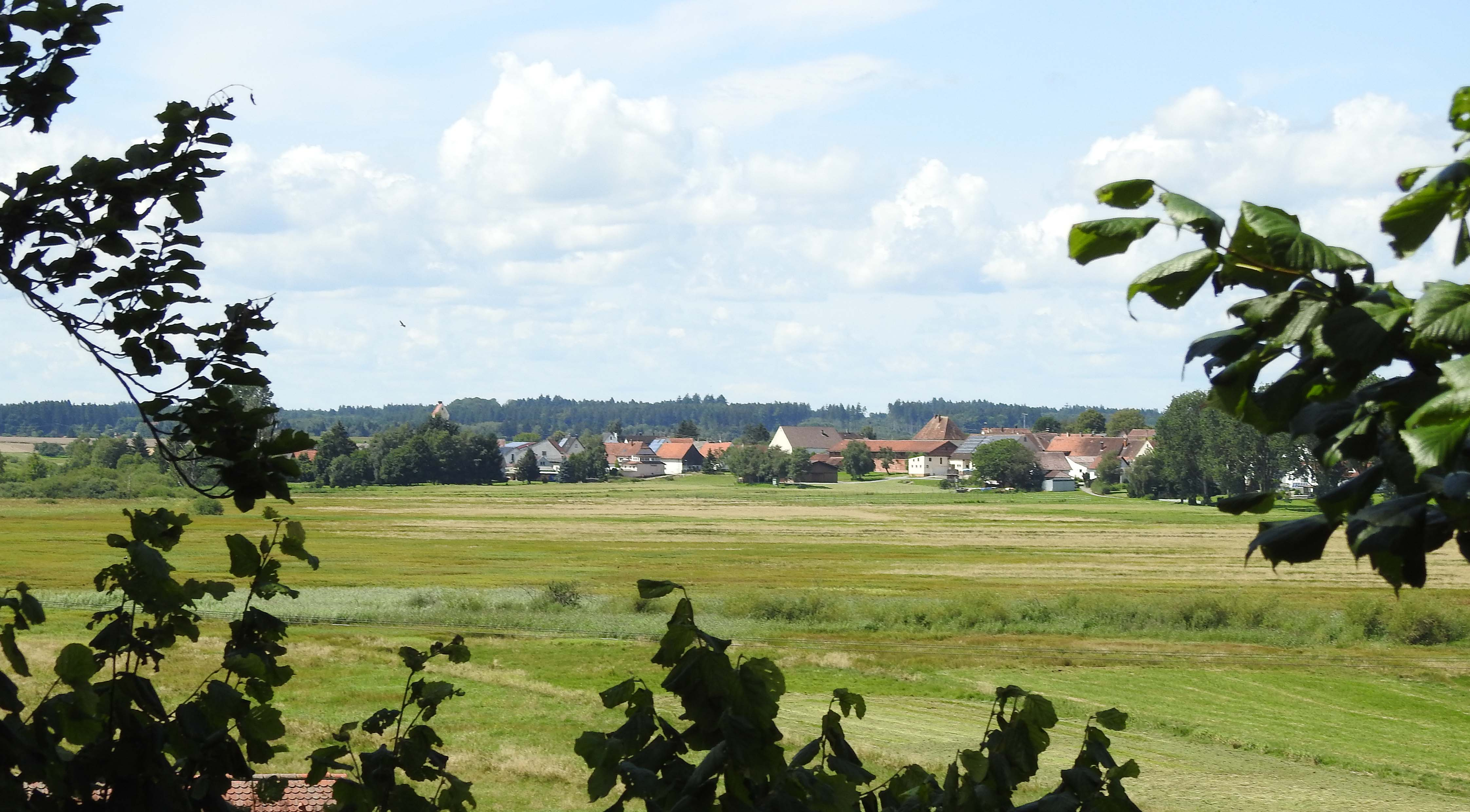
Alleshausen von Osten

Alleshausen ist eine kleine Gemeinde im Landkreis Biberach in Baden-Württemberg.

## Geographie

### Lage
Alleshausen liegt auf einer Anhöhe an der Grenze zwischen dem Federseeried und dem Moränengelände der Rißeiszeit. Früher lag die Gemeinde direkt am Ufer des Sees, der mit der Zeit immer mehr verlandete.

### Gemeindegliederung
Die Gemeinde besteht aus dem namengebenden Dorf Alleshausen und dem Weiler Brasenberg.

### Nachbargemeinden
Von Norden beginnend grenzt Alleshausen an die Gemeinden Uttenweiler, Seekirch, Bad Buchau, Moosburg und Betzenweiler.

### Schutzgebiete
Das bedeutendste Schutzgut in Alleshausen ist das Federseeried. Daher hat die Gemeinde Anteil an den drei Naturschutzgebieten Federsee, Nördliches Federseeried und Westliches Federseeried/Seelenhofer Ried, die gleichzeitig Bestandteile des FFH-Gebiets Federsee und Blinder See bei Kanzach und des Vogelschutzgebiets Federseeried sind.

## Geschichte

### Mittelalter
Die Siedlung Alleshausen wurde wohl in der frühmittelalterlichen Älteren Ausbauzeit angelegt. Der Ortsname geht vermutlich auf einen frühen Siedler zurück.
Der Überlieferung nach gelangte Alleshausen durch eine Schenkung Rudolfs von Rheinfelden († 1080) in den Besitz des Klosters St. Blasien. Der Ort wird erstmals 1150 urkundlich als Aleshusin erwähnt, 1254 wird es als Alashusen genannt.
Im 13. Jahrhundert ist ein Ulrich von Alhusen als Ministeriale des Grafen Hartmann von Grüningen bezeugt, dessen Name auf einen Sitz bei Alleshausen zurückgeführt wird. Der Name der Siedlung ist aufgrund der damals oft gleichen Schreibweise in mittelalterlichen Quellen jedoch kaum von Altshausen zu unterscheiden, wodurch diese Zuschreibung nicht eindeutig ist. Die Burg Alleshausen, eine Ministerialenburg südlich des Orts, ist jedenfalls bis in das 17. Jahrhundert nachweisbar.
Der Ortsteil Brasenberg ist erstmals 1347 als Brahsenberg bezeugt.
1446 erwarb das Kloster St. Blasien die Vogtei Alleshausen von den Inhabern der österreichischen Herrschaft Warthausen, 1477 verkaufte es den Ort an das Kloster Marchtal.

### Hexenprozesse in Alleshausen
In der Zeit der Hexenprozesse wurden im Vergleich zu Oberschwaben in Alleshausen Hexenverfolgungen mit besonderer Intensität durchgeführt. Diese Hexenprozesse in der rechtlichen Zuständigkeit der Reichsabtei Marchtal beginnen im 16. Jahrhundert und reichen bis ins 18. Jahrhundert. Dabei lassen sich drei Verfolgungswellen unterscheiden: zwischen 1586 und 1596, um 1627/1628 und zwischen 1745 und 1757.
Die Besonderheit an den Marchtaler Hexenprozessen ist die Verfolgungspanik noch Mitte des 18. Jahrhunderts, der sieben Frauen zum Opfer fielen. Mindestens 60 Todesurteile gegen vermeintliche magische Delinquenten lassen sich insgesamt aus den Marchtaler Hexenprozessakten nachweisen.
Die Initiative, auf der die Marchtaler Hexenprozesse gründeten, war ein lokaler Verfolgungseifer, der sich insbesondere für das Dorf Alleshausen nachweisen lässt. Alleshausen kann als ein Bereich besonderer Rechtsstellung innerhalb des Territoriums des Reichsklosters Marchtal bezeichnet werden. Insbesondere der hohe Eigenbesitzanteil der Bauern an Grund und Boden führte zu ständigen Konflikten zwischen den Untertanen, die auf gesonderten Rechten und Privilegien beharrten, und der Herrschaft des Klosters, die diese Sonderstellung nicht zugestehen wollte. In diesem Machtkampf bewies die Untertanenschaft aus Alleshausen, maßgeblich die dortige Dorfelite, in vielen Fällen ihre Durchsetzungsfähigkeit, so auch im Hinblick auf die Hexenverfolgungen. Insbesondere für die letzte Prozesswelle zeigt sich eine deutliche Korrelation zwischen der Größe an Eigenbesitz in Alleshausen, der Zugehörigkeit zur Dorfelite und der Verfolgungsinitiative.
Das Deutungsmuster Hexerei diente in Alleshausen dabei grundsätzlich als Interpretationsfolie für verschiedene Schadensfälle, die die Bauern gegen sich provoziert sahen. Mit den Verdächtigungen wurden familiäre Spannungen und Schichtkonflikte institutionalisiert. Die dörfliche Oberschicht verleumdete dabei Frauen, von denen sie vermutete, die Armut treibe sie zu Sabotage am Eigentum anderer Personen.
Die Namen einiger der Alleshauser Opfer waren:
Anna Grätter aus Alleshausen am 3. Mai 1588, Margreta Menz oder Schillingerin aus Alleshausen am 5. Mai 1588, Anna Lepp aus Alleshausen am 12. Mai 1588, Agathe Hegeler aus Alleshausen am 12. Mai 1588, Georg Mayer am 12. Mai 1588.
In den Akten heißt es: „Diese fünf armen Personen haben in gütlicher und peinlicher Frage ihre Übeltaten eingestanden, werden vom Nachrichter Meister Hans von Biberach zum Hochgericht geführt und mit dem Strang gerichtet“.
Waldburga Zeiller aus Alleshausen am 18. Juli 1592, Anna Träub aus Alleshausen am 24. März 1627, Anna Fischer aus Alleshausen am 26. März 1627.
Sie wurden enthauptet und die verbrannten Körper unter die Erde vergraben. „Der Allmächtige gute Gott solle ihnen die Gnade verleihen, dass sie ritterlich um das ewige Leben streiten mögen.“
1745–1757: Barbara Getschler, Magdalena Füder, Anna Oberländer, Catharina Schmid, Maria Bingasser, Maria Tornhäuser.

### Verwaltungsgeschichte
Bei der Säkularisation ging Alleshausen mit Marchtal 1803 in den Besitz der Thurn und Taxis über, die es als Teil des Reichsfürstentums Buchau verwalteten, bevor es 1806 im Zuge der Mediatisierung unter die Staatshoheit des Königreichs Württemberg fiel. Alleshausen wurde nun für mehr als ein Jahrhundert als Teil des Oberamts Riedlingen verwaltet. Bei der Kreisreform während der NS-Zeit in Württemberg kam das Dorf 1938 zum Landkreis Saulgau. Im Jahre 1945 wurde Alleshausen Teil der Französischen Besatzungszone und kam somit zum Nachkriegsland Württemberg-Hohenzollern, welches 1952 im Bundesland Baden-Württemberg aufging. Seit der Kreisreform von 1973 ist die Gemeinde Teil des Landkreises Biberach. Wie acht weitere Gemeinden trat auch Alleshausen dem Gemeindeverwaltungsverband Bad Buchau bei.

### Religionen

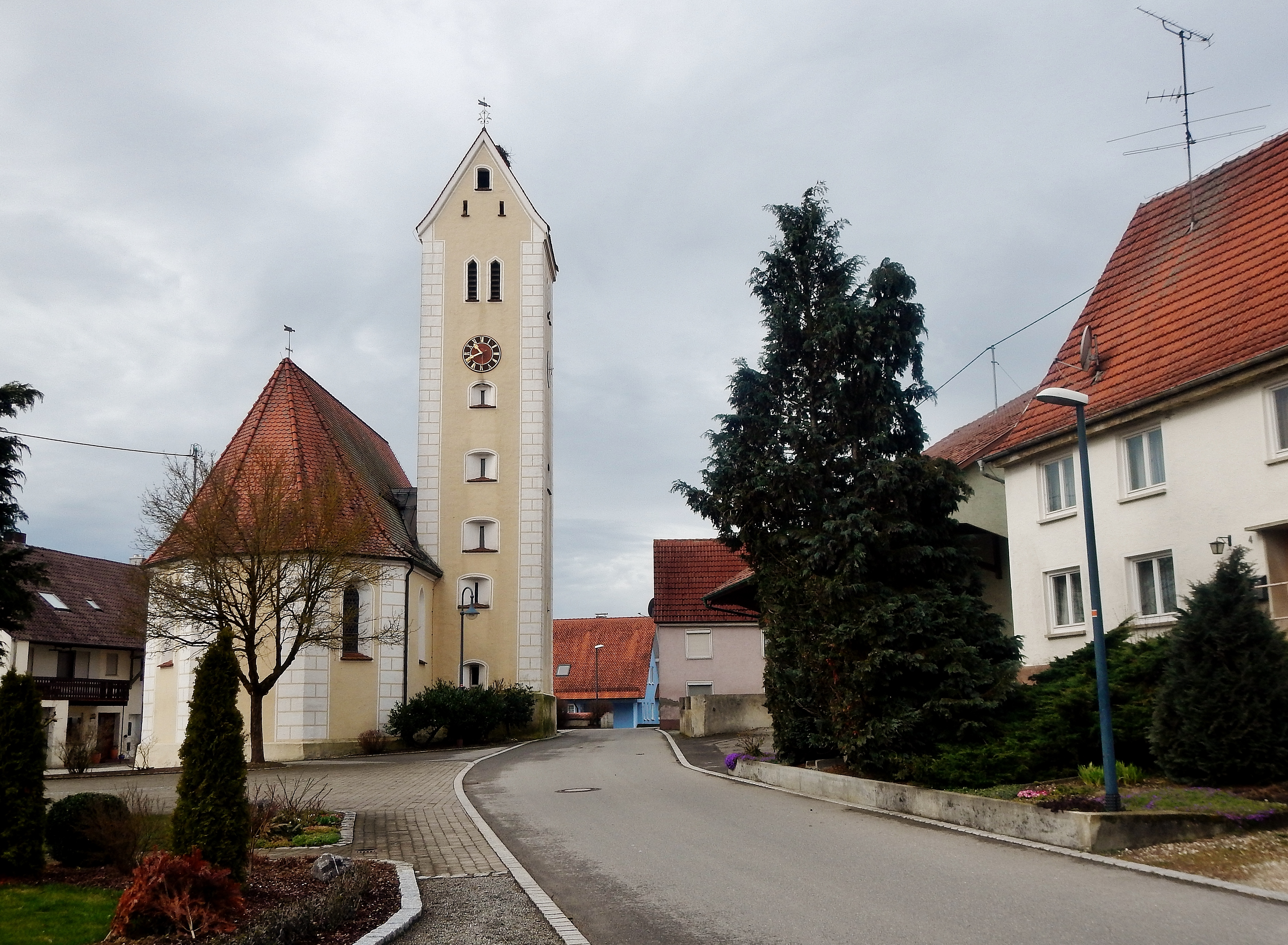
Kapelle St. Blasius

Alleshausen ist stark römisch-katholisch geprägt und gehört von jeher zur Pfarrei Seekirch, welche bis 2007 dem Dekanat Riedlingen zugeordnet war. Nunmehr gehört die Kirchengemeinde zur Seelsorgeeinheit Federsee (mit Sitz in Bad Buchau) im Dekanat Biberach der Diözese Rottenburg-Stuttgart. Eine vom Kloster St. Blasien errichtete Filialkapelle ist im Ort bereits 1254 bezeugt. Nach dem Verkauf des Orts an das Kloster Marchtal wurde 1486 auf Veranlassung des Abts Simon Götz die noch bestehende Kapelle St. Blasius erbaut.
Die evangelischen Christen gehören zur Kirchengemeinde Bad Buchau im Kirchenbezirk Biberach der Evangelischen Landeskirche in Württemberg.

### Einwohnerentwicklung
- 1871: 439 Einwohner
- 1910: 433 Einwohner
- 1939: 374 Einwohner
- 1950: 435 Einwohner
- 1970: 450 Einwohner
- 1991: 462 Einwohner
- 1995: 468 Einwohner
- 2005: 505 Einwohner
- 2010: 490 Einwohner
- 2015: 498 Einwohner
- 2020: 534 Einwohner

## Politik
Alleshausen gehört zum Gemeindeverwaltungsverband Bad Buchau mit Sitz in Bad Buchau.

### Gemeinderat
Bei der Kommunalwahl vom 9. Juni 2024 wurde der Gemeinderat durch Mehrheitswahl aus einer Einheitsliste gewählt. Mehrheitswahl findet statt, wenn kein oder nur ein Wahlvorschlag eingereicht werden. Der Gemeinderat besteht aus acht Mitgliedern. Zusätzlich ist der Bürgermeister im Gemeinderat stimmberechtigt. Die Wahlbeteiligung betrug 85,5 %.

### Bürgermeister
Bürgermeister ist Patrick Hepp, der im April 2021 gewählt wurde. Er ist Nachfolger des im April 2013 mit 96,8 % der Stimmen gewählten Klaus Ulmscheider, der wiederum auf den 16 Jahre amtierenden Harald Fischer folgte.

### Wappen
| Wappen der Gemeinde Alleshausen | Blasonierung: „In Rot zwei schräg gekreuzte, golden (gelb) brennende silberne (weiße) Kerzen, die Kreuzung überdeckt durch eine aus dem Unterrand wachsende goldene (gelbe) Ähre.“ |
| Wappen der Gemeinde Alleshausen | Wappenbegründung: Im Jahre 1939 wies das Dienstsiegel der Gemeinde einen nicht gedeuteten, von Gold und Rot geteilten Wappenschild auf, dessen Farben durch die üblichen Schraffuren angedeutet waren. Im goldenen Feld war überdies die württembergische Hirschstange zu sehen. Seine Verleihung ist möglicherweise durch den Ausbruch des Zweiten Weltkriegs verhindert worden. Die Kerzen im jetzigen Wappen sind das Attribut des heiligen Blasius, der seit 1479 als Patron der Kapelle des bis 1477 im Besitz des Klosters St. Blasien befindlichen Orts belegt ist. Die Ähre bezieht sich auf den landwirtschaftlichen Charakter der Gemeinde. Das Landratsamt hat das Wappen und die Flagge am 14. Mai 1981 verliehen. |

## Wirtschaft und Infrastruktur
Alleshausen ist stark landwirtschaftlich geprägt. Es gibt noch 18 bäuerliche Betriebe, von denen 12 im Nebenerwerb betrieben werden. Von den sechs Haupterwerbslandwirten bewirtschaften fünf Betriebe jeweils mehr als 30 Hektar. (Quelle: Stat. Landesamt Baden-Württemberg)
Die anderen Betriebe sind eine Tankstelle, eine Bankfiliale mit HG-Markt, ein landwirtschaftlicher Lohnunternehmer mit Landmaschinenreparaturwerkstatt und Landmaschinenhandel, ein Elektroinstallationsbetrieb, ein Tiefbauunternehmen (Nebenerwerb) sowie das bewirtete Schützenhaus des SV Federsee.

### Verkehr
Durch Alleshausen führt als Landes-Radfernweg der Oberschwaben-Allgäu-Radweg. Er ist eine Rundstrecke über Ulm und Tettnang und verläuft dabei von Moosburg über Bad Buchau, Oggelshausen, Tiefenbach und Seekirch nach Alleshausen, einmal fast um den Federsee herum. Weiter führt er nach Offingen (Gemeinde Uttenweiler) am Berg Bussen. 

### Bildungseinrichtungen
- Interkommunale Kita "Kita im Grünen" mit Seekirch
- Federseegrundschule Alleshausen, in der Kinder der Gemeinden Alleshausen, Moosburg, Betzenweiler, Seekirch und Tiefenbach unterrichtet werden.

### Freizeit- und Sportanlagen
- Hallenbad im Schulzentrum der Gemeinden Alleshausen und Seekirch
- Federseehalle der Gemeinden Alleshausen und Seekirch
- Schützenhaus des SV Alleshausen
- großer Kinderspielplatz mit Bolzplatz am Feuerwehrhaus
- Grillplatz mit Wetterschutzhütte an der Zuchtanlage des Kleintierzuchtvereins Federsee

## Kultur und Sehenswürdigkeiten

### Bauwerke

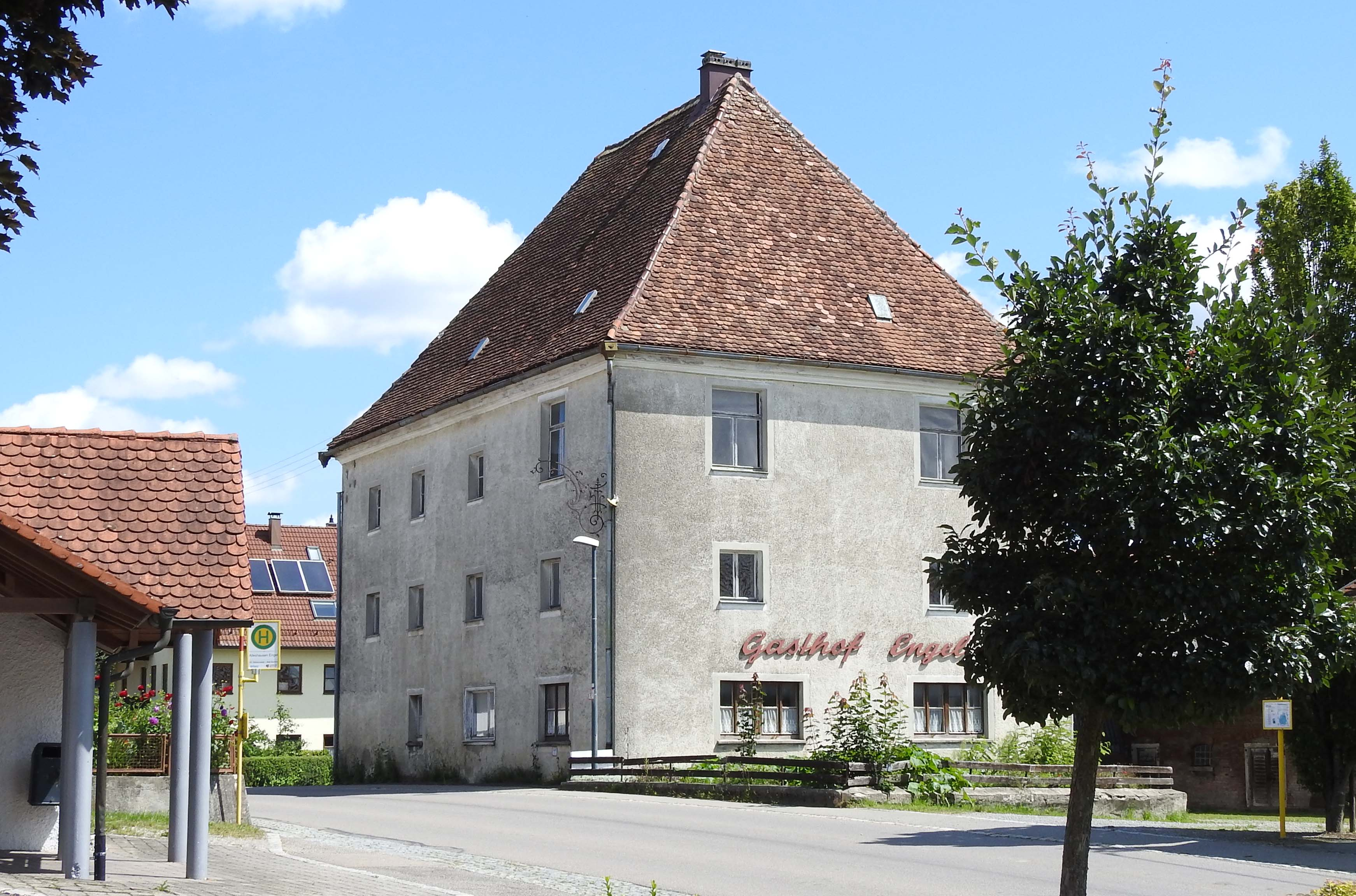
Ehem. Gasthof Engel in Alleshausen

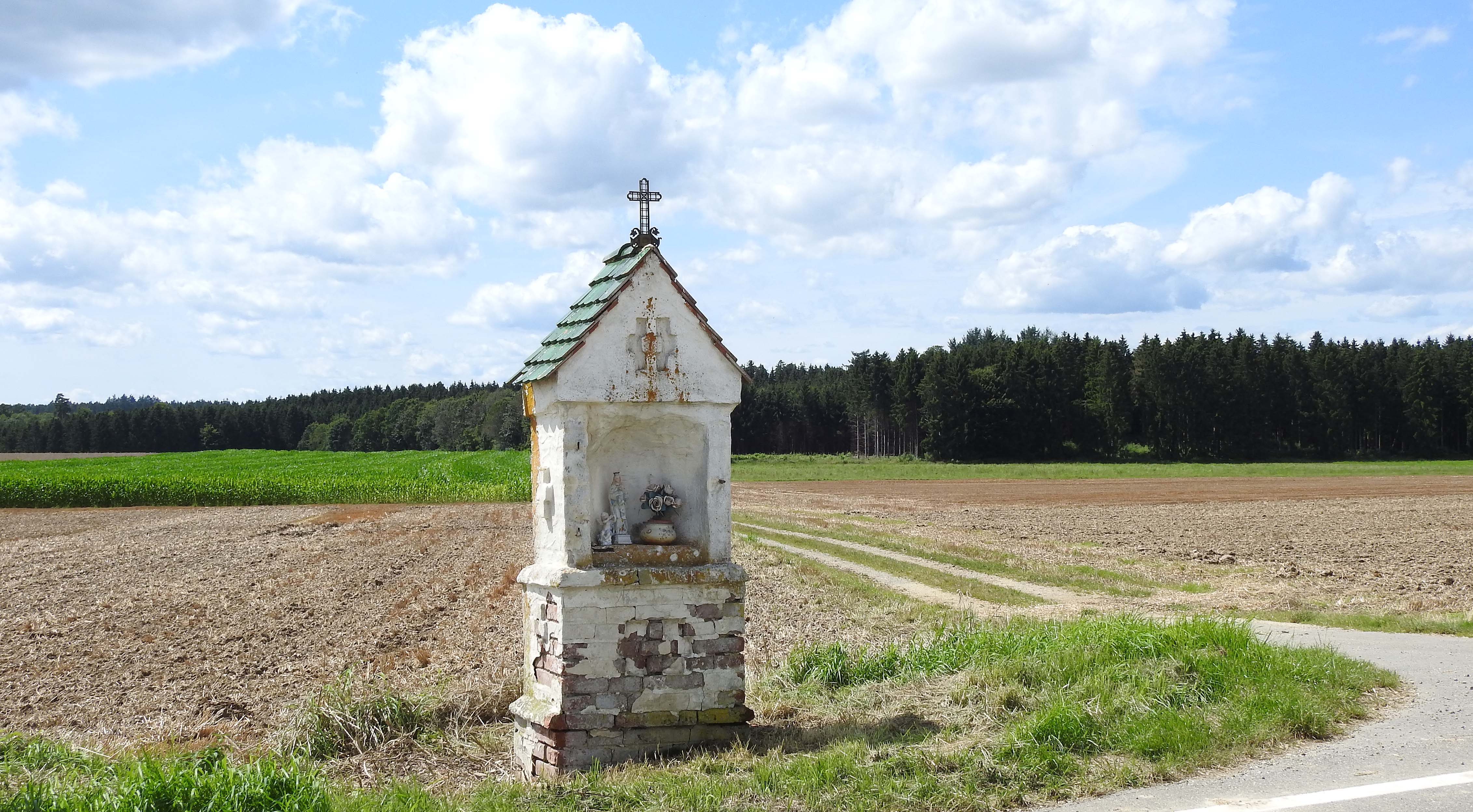
Bildstock an der Straße nach Betzenweiler

- Kirche St. Blasius: Die spätgotische Kapelle wurde am 16. Oktober 1486 geweiht, der Turm wurde 1494 ergänzt. Zur Ausstattung gehören spätgotische Figuren des Hl. Blasius und des Hl. Urban aus dem Umkreis des Ulmer Meisters Michael Erhart (Ulmer Schule um 1500), ein Relief der Beweinung Christi (um 1515), eine Pietà (um 1450–1475), ein schlichter hochbarocker Holzaltar mit einem Mariengemälde (um 1700) und ein Kreuz aus dem 18. Jahrhundert.
- Kapelle St. Wendelin in Brasenberg, gestiftet 1806
- Grundwiesen am Federsee – Weltkulturerbe

### Regelmäßige Veranstaltungen
- Blasius-Fest zu Ehren des Patrons der Ortskapelle, jeweils am ersten Samstag im Februar